# 2019-es MTV Europe Music Awards
A 2019-es MTV Europe Music Awards (röviden MTV EMA 2019) lesz a huszonharmadik MTV Europe Music Awards. A díjátadót ismét Spanyolországban rendezik meg. Ez lesz a negyedik alkalom, hogy Spanyolország rendezi a díjátadót, viszont az első, hogy Sevillában. Illetve először ad otthont ugyanaz az ország az eseménynek, mint az előző évben. A műsor helyszíneként a FIBES Konferencia- és Kiállítás Centrumot választották.

## Nyertesek és jelöltek

### Legjobb dal
- Billie Eilish – "bad guy"
  - Ariana Grande – "7 Rings"
  - Lil Nas X (ft. Billy Ray Cyrus) – "Old Town Road (Remix)"
  - Post Malone és Swae Lee – "Sunflower"
  - Shawn Mendes és Camila Cabello – "Señorita"

### Legjobb video
- Taylor Swift (ft. Brendon Urie a Panic! at the Discoból) – "ME!"
  - Ariana Grande – "thank u, next"
  - Billie Eilish – "bad guy"
  - Lil Nas X (ft. Billy Ray Cyrus) – "Old Town Road (Remix)"
  - Rosalía és J Balvin (ft. El Guincho) – "Con altura"

### Legjobb előadó
- Shawn Mendes
  - Ariana Grande
  - J Balvin
  - Miley Cyrus
  - Taylor Swift

### Legjobb újonc
- Billie Eilish
  - Ava Max
  - Lewis Capaldi
  - Lil Nas X
  - Lizzo
  - Mabel

### Legjobb együttműködés
- Rosalía és J Balvin ft. El Guincho – "Con altura"
  - BTS és Halsey – "Boy with Luv"
  - Lil Nas X ft. Billy Ray Cyrus – "Old Town Road (Remix)"
  - Mark Ronson ft. Miley Cyrus – "Nothing Breaks Like a Heart"
  - The Chainsmokers és Bebe Rexha – "Call You Mine"

### Legjobb pop
- Halsey
  - Ariana Grande
  - Becky G
  - Camila Cabello
  - Jonas Brothers
  - Shawn Mendes

### Legjobb hip-hop
- Nicki Minaj
  - 21 Savage
  - Cardi B
  - J. Cole
  - Travis Scott

### Legjobb rock
- Green Day
  - Imagine Dragons
  - Liam Gallagher
  - Panic! at the Disco
  - The 1975

### Legjobb alternatív
- FKA Twigs
  - Lana Del Rey
  - Solange Knowles
  - Twenty One Pilots
  - Vampire Weekend

### Legjobb elektronikus
- Martin Garrix
  - Calvin Harris
  - DJ Snake
  - Marshmello
  - The Chainsmokers

### Legjobb élő
- BTS
  - Ariana Grande
  - Ed Sheeran
  - P!nk
  - Travis Scott

### Legjobb push
- Ava Max
  - Billie Eilish
  - CNCO
  - H.E.R.
  - Jade Bird
  - Juice Wrld
  - Kiana Ledé
  - Lauv
  - Lewis Capaldi
  - Lizzo
  - Mabel
  - Rosalía

### Legjobb world stage
- Muse
  - Bebe Rexha
  - Hailee Steinfeld
  - The 1975
  - Twenty One Pilots

### Legjobb külső
- Halsey
  - J Balvin
  - Lil Nas X
  - Lizzo
  - Rosalía

### Legjobb rajongók
- BTS
  - Ariana Grande
  - Billie Eilish
  - Shawn Mendes
  - Taylor Swift

## Regionális nyertesek és jelöltek

### Európa

#### Legjobb magyar előadó
- Király Viktor
  - Hősök
  - Jumodaddy
  - Kállay-Saunders András
  - Mörk

#### Legjobb egyesült királysági és írországi előadó
- Little Mix (UK)
  - Lewis Capaldi (UK)
  - Dave (UK)
  - Mabel (UK)
  - Ed Sheeran (UK)

#### Legjobb dán előadó
- Nicklas Sahl
  - Christopher
  - Gilli
  - Lukas Graham
  - MØ

#### Legjobb finn előadó
- JVG
  - Alma
  - Benjamin
  - Gettomasa
  - Robin Packalen

#### Legjobb norvég előadó
- Sigrid
  - Alan Walker
  - Astrid S
  - Kygo
  - Ruben

#### Legjobb svéd előadó
- Avicii
  - Jireel
  - Zara Larsson
  - Molly Sandén
  - Robyn

#### Legjobb német előadó
- Juju
  - AnnenMayKantereit
  - Luciano
  - Marteria és Casper
  - Rammstein

#### Legjobb holland előadó
- Snelle
  - Josylvio
  - Maan
  - Nielson
  - Yung Felix

#### Legjobb belga előadó
- MATTN
  - blackwave.
  - IBE
  - Tamino
  - Zwangere Guy

#### Legjobb svájci előadó
- Loredana Zefi
  - Stefanie Heinzmann
  - Ilira
  - Monet192
  - Faber

#### Legjobb francia előadó
- Kendji Girac
  - Aya Nakamura
  - Dadju
  - DJ Snake
  - Soprano

#### Legjobb olasz előadó
- Mahmood
  - Coez
  - Elettra Lamborghini
  - Elodie
  - Salmo

#### Legjobb spanyol előadó
- Lola Indigo
  - Amaral
  - Anni B Sweet
  - Beret
  - Carolina Durante

#### Legjobb portugál előadó
- Fernando Daniel
  - David Carreira
  - Plutónio
  - ProfJam
  - TAY

#### Legjobb lengyel előadó
- Roksana Węgiel
  - Bass Astral x Igo
  - Daria Zawiałow
  - Dawid Podsiadło
  - Sarsa

#### Legjobb orosz előadó
- Maruv
  - Face
  - Little Big
  - Noize MC
  - Zivert

## Lásd még
- MTV Europe Music Awards
- MTV Video Music Awards